# Pimperna
Commune de Pimperna är ett departement i Mali.   Det ligger i regionen Sikasso, i den södra delen av landet, 280 km sydost om huvudstaden Bamako.